# Rudolf VI van Baden
Rudolf VI van Baden bijgenaamd de Lange (overleden op 21 maart 1372) was van 1353 tot 1372 markgraaf van Baden-Baden. Hij behoorde tot het huis Baden.

## Levensloop
Rudolf VI was de zoon van markgraaf Frederik III van Baden-Baden en Margaretha van Baden-Baden, dochter van markgraaf Rudolf Hesso van Baden-Baden. Na de dood van zijn vader in 1353 volgde hij hem op als markgraaf van Baden-Baden en bleef dit tot aan zijn dood in 1372.
In 1353 erfde Rudolf VI na het overlijden van markgraaf Herman IX van Baden-Eberstein, een kinderloos familielid, het markgraafschap Baden-Eberstein. In 1356 sloot hij dan weer een erfverdrag met zijn kinderloze oom, markgraaf Rudolf V van Baden-Pforzheim, waarbij Rudolf VI tot zijn erfgenaam werd benoemd. Nadat Rudolf V in 1361 stierf, erfde Rudolf VI het markgraafschap Baden-Pforzheim. Hierdoor was Baden-Baden terug herenigd. Het was ook tijdens zijn regering dat de markgraven van Baden-Baden voor het eerst erkend werden als rijksvorst.

## Huwelijk en nakomelingen
Rudolf VI huwde met Mathilde van Sponheim, dochter van graaf Johan III van Sponheim. Ze kregen volgende kinderen:
- Bernhard I (1364-1431), markgraaf van Baden-Baden
- Rudolf VII (overleden in 1391), markgraaf van Baden-Baden
- Mathilde (overleden in 1425), huwde in 1376 met graaf Hendrik van Henneberg